# Born This Way
Born This Way је други албум америчке кантауторке Лејди Гага, издат 23. мај 2011. На њему се налазе хит песме Born This Way, Judas, The Edge of Glory, Yoü and I и Marry the Night.

## О албуму
Лејди Гага је назив свог другог албума и трећег великог издања Born This Way открила на МТВ ВМА 2010. док је добила награду за најбољи спот године Bad Romance. Албум је изашао у продају 23. маја 2011. године. Први сингл Born This Way изашао је 11. фебруара 2011. године. Први пут је отпеван уживо на 53. додели Греми награда. Назив другог сингла је Judas, трећег The Edge Of Glory, четвртог Yoü And I и петог Marry The Night. Лејди Гага је у септембру 2012. године објавила свој парфем под називом "Fame" и парфем је постао најпродаванији у 2012. години. Лејди Гагина трећа светска турнеја Born This Way Ball почела је 27. априла 2012. године а завршила се 11. фербруара 2013. године. Током концерта у Монтреалу, певачица је доживела незгоду због које је морала да оде на операцију кука и да откаже остатак турнеје.
- Born This Way
- Judas
- The Edge Of Glory
- You And I
- Marry the Night

## Списак песама
1. - 4:24
2. - 4:20
3. - 4:14
4. - 4:10
5. - 4:06
6. - 5:08
7. - 3:45
8. - 4:04
9. - 3:36
10. - 3:50
11. - 3:39
12. - 4:15
13. - 4:12
14. - 4:12
15. - 5:16
16. - 5:07
17. - 5:20